# رون تیندال
رون تیندال (انگلیسی: Ron Tindall; ۲۳ سپتامبر ۱۹۳۵ – ۹ سپتامبر ۲۰۱۲) یک بازیکن فوتبال، مربی و بازیکن کریکت اهل انگلستان بوده است.
وی سابقه بازی در تیم‌های باشگاه فوتبال کمبرلی تاون، باشگاه فوتبال چلسی، باشگاه فوتبال وستهام یونایتد، باشگاه فوتبال ریدینگ و باشگاه فوتبال پورتسموث را در کارنامه دارد.